# Cerovac, Kragujevac
Cerovac (izvirno srbsko Церовац) je naselje v Srbiji, ki upravno spada pod mesto Kragujevac; slednje pa je del Šumadijskega upravnega okraja.

## Demografija
V naselju živi 726 polnoletnih prebivalcev, pri čemer je njihova povprečna starost 41,3 let (39,7 pri moških in 42,8 pri ženskah). Naselje ima 224 gospodinjstev, pri čemer je povprečno število članov na gospodinjstvo 4,04.
|  |

| Demografija | Demografija     | Demografija     |
| Leto        | Št. prebivalcev | Št. prebivalcev |
| ----------- | --------------- | --------------- |
|             |                 |                 |
|             |                 |                 |
|             |                 |                 |
|             |                 |                 |
| 1948        | 990             |                 |
| 1953        | 1002            |                 |
| 1961        | 934             |                 |
| 1971        | 852             |                 |
| 1981        | 883             |                 |
| 1991        | 929             | 902             |
| 2002        | 936             | 904             |
|             |                 |                 |

| Etnična sestava po popisu iz leta 2002 | Etnična sestava po popisu iz leta 2002 | Etnična sestava po popisu iz leta 2002 | Etnična sestava po popisu iz leta 2002 | Etnična sestava po popisu iz leta 2002 |
| -------------------------------------- | -------------------------------------- | -------------------------------------- | -------------------------------------- | -------------------------------------- |
| Srbi                                   | Srbi                                   |                                        | 873                                    | 96,57%                                 |
| Črnogorci                              | Črnogorci                              |                                        | 26                                     | 2,87%                                  |
| Makedonci                              | Makedonci                              |                                        | 1                                      | 0,11%                                  |
| Neznano                                | Neznano                                |                                        | 1                                      | 0,11%                                  |